# Tschechoslowakische Badmintonmeisterschaft 1962
Die Tschechoslowakische Badmintonmeisterschaft 1962 fand in Prag statt. Es war die zweite Austragung der nationalen Titelkämpfe im Badminton in der ČSSR.

## Titelträger
| Disziplin    | Sieger                      |
| ------------ | --------------------------- |
| Herreneinzel | Petr Lacina                 |
| Dameneinzel  | Naďa Benešová               |
| Herrendoppel | Petr Lacina Alois Patěk     |
| Damendoppel  | Naďa Benešová Ivana Houfová |
| Mixed        | Petr Lacina Naďa Benešová   |